# Черо Танаро
Чѐро Та̀наро (на италиански: Cerro Tanaro; на пиемонтски: Ser, Сер) е село и община в Северна Италия, провинция Асти, регион Пиемонт. Разположено е на 109 m надморска височина. Населението на общината е 665 души (към 2010 г.).